# Orthogeomys cuniculus
Espèce
Statut de conservation UICN

 DD  : Données insuffisantes
Orthogeomys cuniculus est une espèce de rongeurs de la famille des géomyidés, qui comprend des petits mammifères appelés gaufres ou rats à poche, c'est-à-dire à larges abajoues. Cette espèce est endémique du Mexique.
L'espèce a été décrite pour la première fois en 1905 par le zoologiste américain Daniel Giraud Elliot (1835-1915).